# Angle
|  | Aquest article tracta sobre el concepte geomètric. Vegeu-ne altres significats a «Angle (desambiguació)». |

|  | «Angular» redirigeix aquí. Vegeu-ne altres significats a «Os angular». |

∠, el símbol Unicode per a l'angle és l'U+2220

En geometria, un angle és una figura geomètrica formada per dues semirectes d'origen comú (el vèrtex de l'angle). També s'anomena angle la regió compresa entre aquestes semirectes. La magnitud de l'angle és la «quantitat de rotació» que separa les dues rectes, i es pot mesurar considerant l'amplitud de l'arc circular format quan es rota una semirecta al voltant del vèrtex fins que coincideix amb l'altra semirecta. Quan no hi ha possibilitat de confusió, el terme "angle" s'usa indistintament tant per la configuració geomètrica com per la seva magnitud angular, que és una quantitat numèrica.
El concepte d'angle té una relació fonamental amb el de distància, i són elements bàsics de la geometria. Les funcions trigonomètriques com el sinus, el cosinus o la tangent prenen angles com a variables de manera natural. Tot plegat fa que els angles siguin un element indispensable dels camps de la geometria i l'anàlisi matemàtica, així com de la resta de branques de la ciència que s'hi basen.
La paraula angle prové del llatí angulus, que significa "racó"; angulus és un diminutiu la forma primitiva del qual, angus, no prové del llatí, sinó del grec antic ἀγκύλος (ankylοs), que significa "encorbat" que, al seu torn, està relacionat amb l'arrel protoindoeuropeu *ank-, que significa "doblegar" o "arquejar".

## Definicions

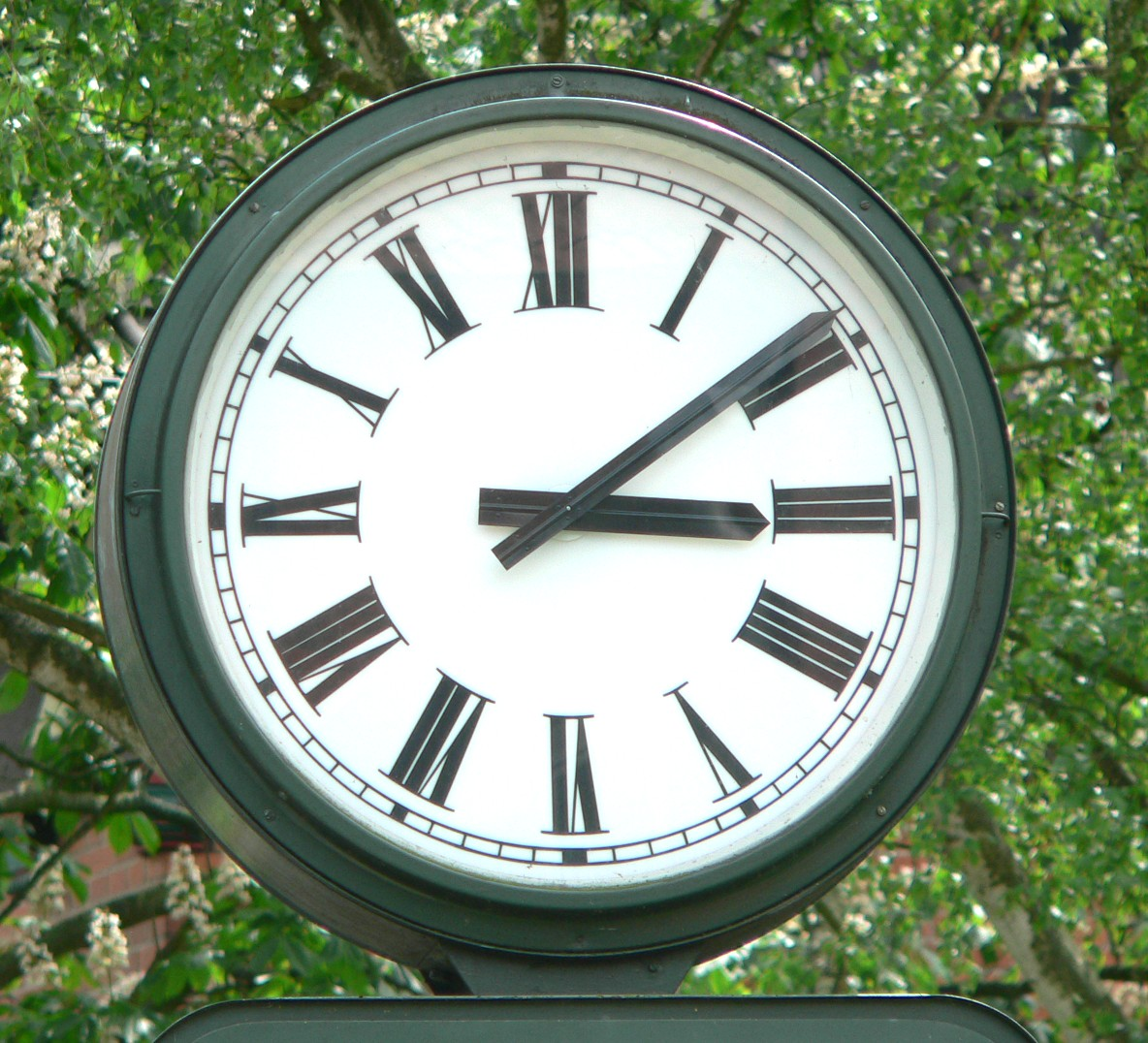
Les busques d'un rellotge formen angles diferents a mesura que es mouen.

Normalment se suposa que els angles pertanyen a un pla euclidià o a l'espai euclidià, però també es poden definir en geometries no euclidianes. En aquest cas, les corbes geodèsiques fan el paper de línies rectes. També es pot definir l'angle entre dos vectors d'un espai vectorial (vegeu la secció Angles en un espai vectorial).
Aquesta secció tracta la definició d'angle en un pla euclidià, que pot estar inclòs en un espai euclidià. Existeixen dues maneres de definir angle:
1. Segons la forma geomètrica: L'angle com a figura geomètrica del pla, és a dir, un conjunt de punts. En llenguatge quotidià, pot ser la regió entre dues línies de qualsevol tipus que concorren en un punt comú anomenat vèrtex o la figura formada per aquestes línies. Tanmateix, en matemàtiques se solen fer servir línies rectes per definir-lo. Així, l'angle entre dues corbes és l'angle que formen les seves rectes tangents en el punt d'intersecció.
2. Segons la forma trigonomètrica: L'angle com a quantitat escalar, és a dir, com a magnitud mesurable. És l'obertura d'un angle o l'amplitud de rotació o gir que descriu un segment rectilini entorn d'un dels seus extrems agafant com a vèrtex des d'una posició inicial fins a una posició final. Es pot fer servir un criteri de signes que determini l'orientació de la mesura de l'angle: normalment, si la rotació és en sentit antihorari, l'angle es considera positiu, i si la rotació és en sentit horari, l'angle es considera negatiu.

Antigament aparegueren definicions d'angle que, tot i no ser formals matemàticament, es feren servir com a idees bàsiques per desenvolupar la geometria.

### Definicions clàssiques
Euclides definí als Elements l'angle com a «inclinació en un pla d'una línia sobre una altra amb la qual es troba i no forma línia recta». Segons Procle, un angle ha de ser o bé una qualitat o quantitat, o bé una relació. El primer concepte fou usat per Eudem de Rodes, que explicava l'angle com una desviació de la recta; el segon, per Carp d'Antioquia, que el veia com un interval o espai entre línies secants; i finalment, el tercer fou usat per Euclides, tot i que les seves definicions d'angle obtús, recte i agut són certament quantitatives.

### Forma geomètrica
En la forma geomètrica, un angle és un conjunt de punts d'un pla que es pot formar com a unió de dues semirectes amb el mateix punt d'origen, que s'anomena vèrtex de l'angle. Les semirectes s'anomenen costats de l'angle. En el cas d'una recta definida com a angle (un angle pla), s'ha d'acompanyar el conjunt definit de la tria d'un vèrtex que pertanyi a la recta.

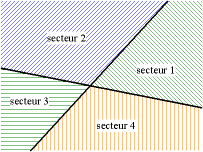
Els quatre angles formats per dues rectes secants

Sovint els angles no es defineixen a partir de semirectes, sinó a partir de punts, segments, rectes i altres objectes. En aquests casos, l'angle és el de dues semirectes determinades per aquests objectes. Per exemple, l'angle entre dos segments que coincideixen en un dels extrems és l'angle format per les dues semirectes que tenen origen en aquest extrem i passen per damunt dels segments, i l'angle d'un polígon en un vèrtex és l'angle format pels costats (segments) del polígon que toquen aquell vèrtex. En alguns casos, emperò, pot existir una ambigüitat sobre l'angle definit. Per exemple, l'«angle entre dues rectes que es tallen» pot referir-se a qualsevol dels quatre angles diferents formats per una semirecta de cada recta i amb vèrtex al punt d'intersecció.
L'angle entre dues corbes que es tallen és l'angle entre la recta tangent a cada corba en el punt d'intersecció (de fet, poden ser quatre angles). Per definir-lo cal que existeixin les rectes tangents en aquest punt, és a dir, que les corbes siguin regulars en aquest punt. L'angle pertany al pla (o plans) que conté les dues semirectes. Si són corbes d'una superfície regular, l'angle pertany al pla tangent.
Es diu que dos angles són congruents quan es poden relacionar per una isometria, és a dir, quan se'n pot moure un fins a quedar coincident amb l'altre. Si dues rectes es tallen formant quatre angles concurrents, llavors aquests angles i tots els que també hi siguin concurrents s'anomenen angles rectes.

### Regió angular
Per mesurar l'obertura d'un angle, primer cal determinar a quina de les dues regions angulars ens referim. S'anomena regió angular, i també angle, cada una de les dues regions en què queda dividit un pla per un angle, o sigui, per dues semirectes amb origen comú. Per cada angle hi ha dues regions angulars, que són il·limitades i, juntament amb l'angle, cobreixen el pla. Si les dues semirectes coincideixen, també es poden definir dues regions angulars: una que conté tot el pla excepte una semirecta i una altra regió que és buida.
Si una regió angular es pot moure fins a quedar dins d'una altra, llavors es diu que la primera és més petita o igual que la segona. Així, les regions angulars es poden ordenar per mida. Amb aquesta ordenació, es poden classificar els angles segons si són més grans o més petits que uns angles fixats. D'aquesta manera, es classifiquen en convexos, còncaus, obtusos, aguts, etc.
L'interior d'un angle no pla és la regió angular més petita, o el conjunt de punts pertanyent a segments que tenen un extrem a cada costat de l'angle. L'exterior d'un angle és l'altra regió angular.
Alternativament, també es pot definir la regió angular entre corbes qualssevol que surten d'un vèrtex i s'allunyen infinitament.

### Forma trigonomètrica
L'amplitud, obertura o magnitud d'un angle, i també angle, és una quantitat associada a un angle. Es pot veure com una funció que a cada angle geomètric li assigna un valor numèric.

#### Obertura d'una regió angular
Donada una regió angular i una circumferència centrada al vèrtex, la raó entre la longitud de l'arc de circumferència que pertany a la regió i la longitud total de la circumferència no depèn del radi i és la proporció d'obertura de l'angle respecte una volta sencera. Així es pot assignar a cada regió angular un nombre real positiu, entre 0 i 1 voltes. Això permet mesurar i ordenar angles, però també sumar-los, restar-los, i multiplicar-los i dividir-los per un escalar, però amb límits determinats, ja que angles amb valor fora dels límits no tenen sentit.
Sovint, quan dues semirectes defineixen un angle però queda indeterminada quina de les dues regions s'ha de mesurar, es pren l'obertura de l'angle més petita de les dues. Si se segueix aquest conveni, tots els angles prenen valors entre 0 i 0,5 voltes.

#### Magnitud d'un angle de gir
L'amplitud de rotació o angle de gir d'una semirecta que gira entorn de l'origen és el valor de l'angle format per la posició inicial i la posició final de la semirecta. A més, s'adopta el criteri de signes següent:
- Signe positiu per rotacions mesurades en sentit antihorari.
- Signe negatiu per rotacions mesurades en sentit horari.

Afegint els signes s'aconsegueix que quan es compon més d'un gir, l'angle del gir resultant sigui la suma d'angles dels girs compostos. A més, té en compte el sentit de gir, cosa que pot ser convenient en alguns casos. Per exemple, és important conèixer si al volant d'un cotxe s'hi ha fet mitja volta cap a un sentit o cap a l'altre. Aquesta definició dona lloc al concepte de gir o angle acumulat, que pot tenir qualsevol valor real.
Si no es vol considerar el sentit de la rotació, sinó només el canvi de posició, s'ha de prendre, a més del conveni anterior, una determinació de l'angle. Això vol dir que es determina que tots els angles obtinguts tindran valors a l'interval [0,1), o a qualsevol altre interval semiobert de longitud una volta escollit. Si un angle té un valor fora l'interval, s'hi afegeixen o treuen voltes senceres fins que hi sigui. Així, el canvi de posició de cada gir està determinat per un sol angle. Aquesta interpretació d'angle orientat, amb semirecta inicial i final, es fa servir en general en matemàtiques i permet simplificar l'enunciat d'alguns teoremes de geometria.

#### Angle respecte una semirecta
En un pla, si es pren una semirecta de referència (si és a ℝ², se sol prendre la part positiva de l'eix d'abscisses), qualsevol punt es pot determinar a partir d'una coordenada angular i una de radial. Per determinar l'angle d'un punt, es pren la semirecta que passa per l'origen i per aquest punt. Aleshores, l'angle del punt és l'angle orientat que va de la semirecta de referència a la semirecta formada.

## Unitats de mesura

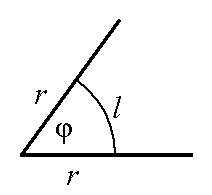
Definició del radian, l'angle quan tenim un arc de longitud igual al radi.

En anàlisi dimensional l'obertura dels angles és una magnitud física que es pot mesurar de diferents maneres. Al Sistema Internacional, la unitat per a mesurar els angles és el radian
(també es pot escriure radiant), una unitat derivada sense dimensions. Hi ha d'altres unitats per mesurar els angles, a més del radiant una de les més utilitzades és el grau. Bàsicament hi ha dues maneres de definir les unitats utilitzades per a mesurar els angles:
1. Amb el quocient entre la longitud (l) de l'arc limitat pels dos costats de l'angle d'una circumferència centrada al vèrtex i el seu radi (r).
- Radian: Aquest quocient és independent del radi de la circumferència i no té unitats. Tanmateix se sol indicar amb la pseudounitat radian (rad). {\displaystyle {\phi }={\frac {l}{r}}}. Els radians són molt usats en matemàtiques, ja que no necessiten una convenció arbitrària i les funcions trigonomètriques presenten desenvolupaments senzills en sèrie de Taylor si el seu argument és expressat en radians. És per això que és la pseudounitat del Sistema Internacional d'Unitats.

2. Comparant-lo amb alguna divisió d'algun angle notable. Les comparacions més usuals són:
- Grau: El grau sexagesimal de símbol º és la norantena part d'un angle recte. En aquest cas, per subdivisions del grau sexagesimal, usualment s'utilitza la seixantena part del grau sexagesimal, el minut (') i la seixantena part del minut, el segon ("). Els graus sexagesimals són els més usats en la vida quotidiana tot i que no tenen cap propietat interessant.
- El grau centesimal o gon i de símbol g o G és la centena part d'una angle recte. Per a subdivisions del grau centesimal, usualment s'utilitza la centena part del grau centesimal, el minut (m o c) i la centena part del minut, el segon (s o cc). Els graus centesimals són molt usats en topografia, ja que tenen la bona propietat de fer les divisions en base 100.

Algunes equivalències apareixen tot seguit:
| Taula d'equivalència d'unitats bàsiques i derivades                                                   |
| --- |
| {\displaystyle {\text{Angle recte}}={\frac {1}{4}}\;volta=90^{\circ }=100^{g}={\frac {\pi }{2}}\;rad} |
| {\displaystyle {\text{Radiant}}=1\;rad=57^{\circ }\,17'\,44.8\dots ''}                                |
| {\displaystyle {\text{Grau sexagesimal}}=1^{\circ }=60'=3600''}                                       |
| {\displaystyle {\text{Grau centesimal}}=1^{g}=100^{m}=10000^{s}=1^{G}=100^{c}=10000^{cc}}             |

Les màquines de calcular solen usar els símbols R, D i G per referir-se a radians, graus sexagesimals (en anglès, degrees) i graus centesimals (en anglès, grads) respectivament.
També és freqüent en angles petits, sobretot per mesurar inclinacions respecte a l'horitzontal, l'ús de la tangent de l'angle, sovint indicada en forma de percentatge. Llavors, es parla més aviat de pendent o rampa, però també s'està mesurant l'obertura d'un angle. En aquest cas, la tangent té un avantatge clar, i és que és la raó entre la distància vertical i l'horitzontal (per exemple un pendent 4% significa que es recorren 4 metres de distància vertical per cada 100 metres de distància horitzontal). La tangent, coincideix aproximadament amb l'angle en radians quan aquest és petit.

## Aparells de mesura

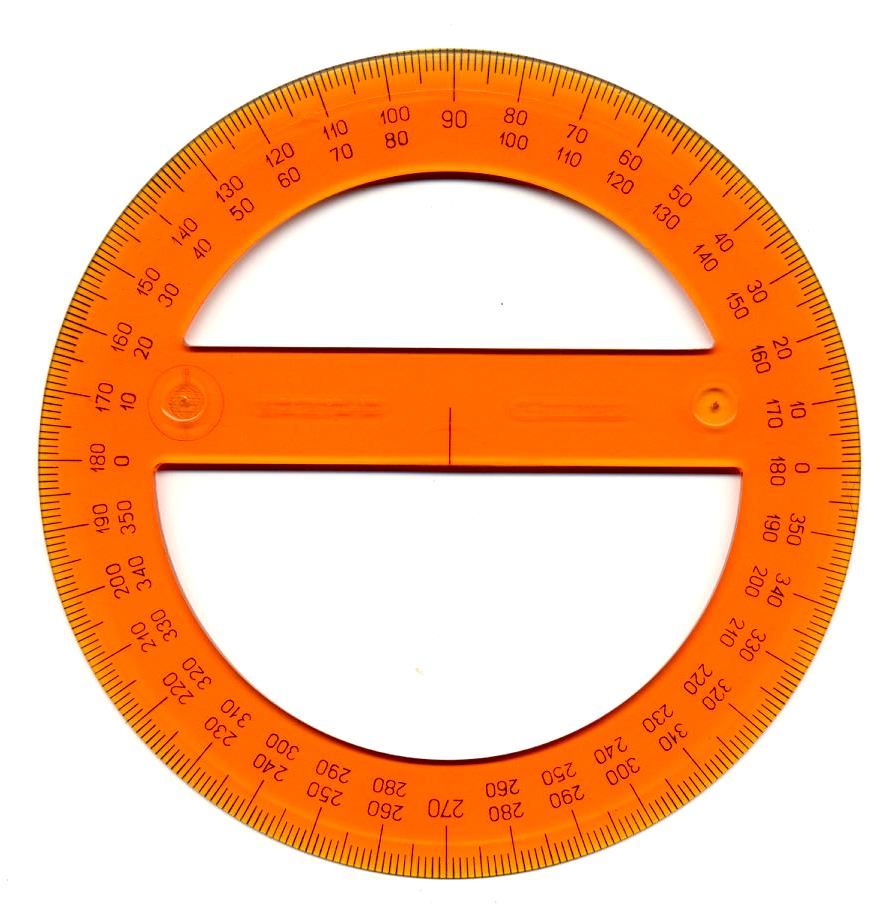
Transportador d'angles

Hi ha diversos aparells de mesura d'angles. El transportador d'angles permet mesurar-los sobre el paper o sobre qualsevol superfície plana on estiguin marcats. El sextant s'utilitza per grans distàncies i permet mesurar l'angle entre dos punts respecte a l'observador, com ara l'angle entre l'horitzó i una estrella. El goniòmetre permet mesurar angles o girar objectes un angle determinat; n'hi ha de moderns que tenen molt bona precisió, i per això són força utilitzats en ciències experimentals i en la construcció.

## Notació
En notació matemàtica, normalment s'utilitzen lletres gregues (α, β, γ, θ, φ...) per denotar les variables que representen angles (no se sol fer servir la lletra π per evitar confusions amb el seu altre significat). També s'utilitzen les lletres romanes minúscules (a, b, c...).
En geometria, els angles també es poden designar amb el nom de tres punts que els determinin. Per exemple, l'angle de vèrtex A entre els segments AB i AC (és a dir, l'angle determinat per les dues semirectes que tenen l'origen al punt A i passen pel punt B, l'una, i pel punt C, l'altra) es denota ∠BAC o {\displaystyle {\widehat {\rm {BAC}}}.} Quan no hi ha risc de confusió, l'angle també es pot denominar simplement amb el vèrtex («angle A»).

## Classificació
Els angles es poden classificar, segons l'obertura, de maneres diferents:

### Angles aguts i obtusos

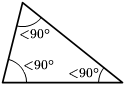
Triangle format amb tres angles aguts

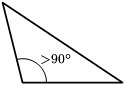
Angle obtús dins d'un triangle

Segons la seva comparació amb l'angle recte, els angles es classifiquen entre:
- Angles rectes.[11]
- Angles aguts, si són estrictament menors que un angle recte.[11]
- Angles obtusos, si són estrictament majors que un angle recte.[11]

### Angles notables
| Tipus                        | Descripció |
| ---------------------------- | --- |
| Angle nul                    | L'angle nul és aquell que mesura 0° (complet però sense l'arc). |
| Angle agut                   | És l'angle format per dues semirectes amb una amplitud major de 0 rad i menor de {\displaystyle {\frac {\pi }{2}}} rad. És a dir, major de 0° i menor de 90° (graus sexagesimals), o menor de 100g (graus centesimals). |
| Angle recte                  | L'angle recte és aquell que és igual al seu suplementari. Mesura 90 graus sexagesimals (º), 100 graus centesimals (g) o {\displaystyle {\frac {\pi }{2}}} radians (rad) i és la meitat d'un angle pla. Dos angles que sumen un angle recte són complementaris. Els dos costats d'un angle recta són perpendiculars. La Projecció ortogonal d'un sobre l'altre és un punt, que coincideix amb el vèrtex. |
| Angle obtús                  | Un angle obtús té una amplitud més gran de {\displaystyle {\frac {\pi }{2}}} rad i més petita que {\displaystyle \pi \,} rad Major de 90° i menor de 180° sexagesimals (o més de 100g i menys de 200g centesimals). |
| Angle pla o estès o colineal | L'angle pla és l'angle limitat per dues semirectes oposades. Mesura 180°, 200g o {\displaystyle {\pi }} rad. Dos angles que sumen un angle pla són suplementaris. Equivalent a 180° sexagesimals (o 200g centesimals). |
| Angle complet o perigonal    | Un angle complet o perigonal, té una amplitud de {\displaystyle 2\pi \,} rad Equivalent a 360° sexagesimals (o 400g centesimals). |

### Angles convex i còncau
| Tipus         | Descripció |
| ------------- | --- |
| Angle convex  | És el que mesura menys de {\displaystyle \pi \,} rad. Equival a més de 0° i menys de 180°sexagesimals (o més de 0g i menys de 200g centesimals).                                          |
| Angle còncau, | És el que mesura més de {\displaystyle \pi \,} rad i menys de {\displaystyle 2\pi \,} rad. Això és, mes de 180° i menys de 360° sexagesimals (o més de 200g i menys de 400g centesimals). |

## Angles relacionats

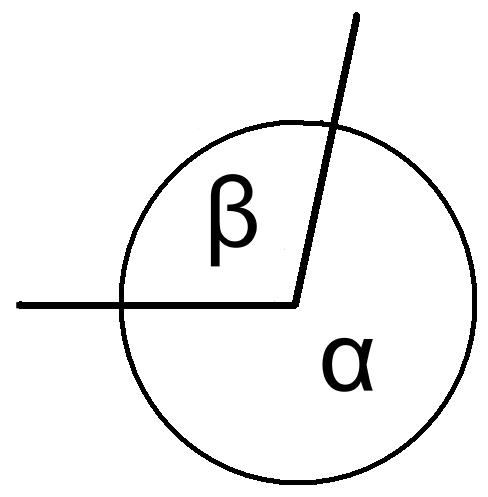
L'angle α és conjugat de β, així com β ho és d'α

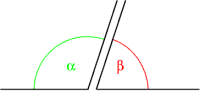
Un parell d'angles α i β suplementaris

En funció de la seva posició relativa s'anomenen:
- Angles adjacents: dos angles són adjacents quan els punts que els formen pertanyen a un mateix semiplà dels determinats per una de les rectes i a diferents semiplans dels determinats per l'altra recta.
- Angles consecutius: dos angles són consecutius quan tenen un vèrtex i un costat en comú.
- Angles oposats pel vèrtex: dos angles són oposats pel vèrtex quan els costats d'un són la prolongació dels de l'altre. Dos angles oposats pel vèrtex són iguals.
- Angles corresponents: dos angles són corresponents quan són formats per dues paral·leles i una transversal.

En funció de la seva amplitud es poden classificar en:
- Angles congruents: dos angles són congruents quan tenen la mateixa amplitud, que mesuren el mateix.
- Angles complementaris: dos angles són complementaris quan la suma de les mesures és π/2 radians o 90°.
- Angles suplementaris: dos angles són suplementaris quan la suma de les mesures és π radians o 180° (graus sexagesimals), o 200 graus centesimals. Així, per obtenir l'angle suplementari d'α, que té una amplitud de 120º, es restarà α de 180 °: β = 180° – 120° = 60°. Si dos angles són suplementaris de dos angles congruents, també són congruents entre si.
- Angles conjugats: dos angles són conjugats quan les mesures sumen 2π radians o 360° (graus sexagesimals), o 400 graus centesimals. Dos angles conjugats amb vèrtexs coincidents, tindran els seus costats comuns. Així, per obtenir l'angle conjugat d'α que té una amplitud de 250 °, es restarà α de 360 °: Β = 360 ° - 250 º = 110 º. L'angle β (beta) és el conjugat de l'angle α (alfa).

## Propietats
- Si dues rectes paral·leles estan tallades per una recta secant, aleshores els angles formats en una intersecció són iguals que els formats a l'altra intersecció.
- Donades dues rectes que es tallen, el conjunt de punts (lloc geomètric) que equidisten de les dues rectes són dues altres rectes, perpendiculars entre elles, que divideixen els quatre angles originals per la meitat. Cadascuna d'aquestes dues rectes obtingudes s'anomena bisectriu. La bisectriu d'un angle és la semirecta que divideix l'angle per la meitat.

### Suma d'angles interiors d'un polígon simple
En geometria euclidiana, la suma d'angles interiors d'un polígon simple de n costats és de (n-2)·π radians o (n-2)·180°. Així, la suma d'angles interns d'un triangle és 180° i la d'un quadrilàter, 360°.

### Angles respecte a una circumferència

Cargol trisectriu

Els casos d'angle i circumferència fan referència als diferents noms que rep un angle segons la seva posició respecte a una circumferència, i els diferents teoremes que defineixen el seu valor respecte a l'arc que abasten.

## Angles en un espai vectorial
Donat un espai vectorial, que el seu cos és el conjunt dels nombres reals i en el que existeix un producte escalar entre vectors {\displaystyle \langle \cdot ,\cdot \rangle }, es defineix l'angle format per dos vectors no nuls {\displaystyle x} i {\displaystyle y} mitjançant l'expressió:

{\displaystyle \angle (x,y)=\arccos {\frac {\langle x,y\rangle }{\|x\|\cdot \|y\|}},}

Si el quocient anterior és 0, es diu que ambdós vectors són ortogonals o perpendiculars. El quocient anterior es troba a l'interval {\displaystyle (-1,1)} a causa de la desigualtat de Cauchy-Schwarz, cosa que garanteix que sempre es pot aplicar l'arccosinus. Normalment, s'agafa la branca de l'arccosinus de forma que l'angle que formen dos vectors sempre està en l'interval {\displaystyle [0,\pi ]} (geomètricament, s'escull l'angle més petit dels que formen els dos vectors). Les propietats principals que compleix l'angle entre dos vectors són les següents:
- Si multipliquem un dels vectors per un escalar positiu, l'angle no canvia.
- Si multipliquem un dels vectors per un escalar negatiu, l'angle passa a ser el complementari.
- Es compleix el teorema del cosinus, o sigui, donats {\displaystyle x} i {\displaystyle y} vectors no nuls, {\displaystyle \|x-y\|^{2}=\|x\|^{2}+\|y\|^{2}-2\|x\|\cdot \|y\|\cdot \cos \angle (x,y).}

## Angles tridimensionals
En tres dimensions, la noció d'angle es pot estendre de maneres diferents.

### Angle díedre

Angle diedre.

L'angle díedre és l'angle format per dos semiplans. Es pot observar sobre un pla perpendicular als dos semiplans. Té un valor igual a l'angle entre els vectors normals.

### Angle sòlid
L'angle sòlid és l'angle espacial que abasta un objecte vist des d'un punt donat, que mesura la mida aparent d'aquest objecte.

### Coordenades angulars tridimensionals
Els angles d'Euler són tres coordenades angulars que indiquen l'orientació d'un sistema de referència d'eixos ortogonals, normalment movible, respecte a un altre fixe.

## Galeria d'angles
| 0°                             | 15°                            | 30°                            | 45°                            | 60°                            | 75°                            |
| {\displaystyle 0^{\circ }\,}   | {\displaystyle 15^{\circ }\,}  | {\displaystyle 30^{\circ }\,}  | {\displaystyle 45^{\circ }\,}  | {\displaystyle 60^{\circ }\,}  | {\displaystyle 75^{\circ }\,}  |
| 90°                            | 105°                           | 120°                           | 135°                           | 150°                           | 165°                           |
| {\displaystyle 90^{\circ }\,}  | {\displaystyle 105^{\circ }\,} | {\displaystyle 120^{\circ }\,} | {\displaystyle 135^{\circ }\,} | {\displaystyle 150^{\circ }\,} | {\displaystyle 165^{\circ }\,} |
| 180°                           | 195°                           | 210°                           | 225°                           | 240°                           | 255°                           |
| {\displaystyle 180^{\circ }\,} | {\displaystyle 195^{\circ }\,} | {\displaystyle 210^{\circ }\,} | {\displaystyle 225^{\circ }\,} | {\displaystyle 240^{\circ }\,} | {\displaystyle 255^{\circ }\,} |
| 270°                           | 285°                           | 300°                           | 315°                           | 330°                           | 345°                           |
| {\displaystyle 270^{\circ }\,} | {\displaystyle 285^{\circ }\,} | {\displaystyle 300^{\circ }\,} | {\displaystyle 315^{\circ }\,} | {\displaystyle 330^{\circ }\,} | {\displaystyle 345^{\circ }\,} |
| 360°                           |                                |                                |                                |                                |                                |
| {\displaystyle 360^{\circ }\,} |                                |                                |                                |                                |                                |